# Mircea Voica
Mircea Voica (n. 4 septembrie 1928, Calafindești, județul Suceava) este un fost senator român în legislatura 1990-1992 ales în județul Dolj pe listele partidului PNL. În cadrul activității sale parlamentare, Mircea Voica fost membru în grupurile parlamentare de prietenie cu Statul Israel, Regatul Belgiei, Republica Bulgaria, Regatul Spaniei, Republica Chile și Republica Populară Chineză.